# 羅伯·凡·達姆

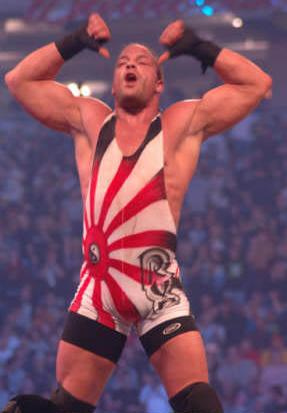
羅伯·凡·達姆的招牌姿勢

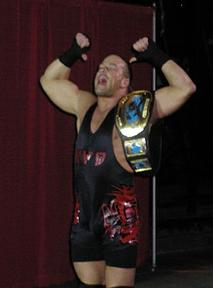
羅伯·凡·達姆與WWE洲際冠軍腰帶

羅伯·凡·達姆（1970年12月18日—），本名羅伯特·艾力克斯·薩科斯奇（Robert Alex Szatkowski），是世界摔角娛樂（WWE）旗下職業摔角選手，並在世界摔角娛樂節目WWE Raw中亮相，2021年，入選世界摔角娛樂名人堂。
在羅伯·凡·達姆的摔角事業中，羅伯·凡·達姆已經達成了世界摔角娛樂冠軍大滿貫和世界摔角娛樂三冠王成就。羅伯·凡·達姆曾是一次WWE冠軍、一次WWE雙打冠軍（與雷·密斯特里歐）、六次WWE洲際冠軍、兩次世界雙打冠軍（分別與Booker T和肯恩）、一次WWE歐洲冠軍、四次WWE硬蕊冠軍、一次ECW世界重量級冠軍、一次ECW世界電視冠軍、兩次ECW世界雙打冠軍（與煞怖）及一次公事包大戰冠軍（2006年）。
羅伯是個練家子，學過太極拳等武術，筋骨柔軟身手矯健，在摔角圈內是少數有本事真打的武術高手。

## 早期生活
羅伯·凡·達姆從小在美國密西根州卡爾霍恩縣巴特爾克里克長大，並於當地的潘菲爾德高中畢業。羅伯·凡·達姆首次在世界摔角聯盟，也就是現在的世界摔角娛樂亮相是在泰德·迪比亞西的小劇情中出現。當時，迪比亞西為了在觀眾眼裡深植他侮辱人格的行為，迪比亞西叫當時16歲的羅伯·凡·達姆到擂台上並支付他100美元，其目的是讓羅伯·凡·達姆親他的腳，而他照辦了。

## 使用招式

### 著名招式
- 快速迴旋踢（分為上段踢和中段踢）
- 頂繩斷頭腳
- 跳躍式迴旋延髓斬

### 反擊招式
- 金臂勾
- 德式背摔
- Rolling thunder — 翻滾一圈后在對手身上再翻一圈，以身體重量壓制對手。

### 終結技
- Van Terminator — 手持鐵椅從角柱右端，飛到左端以鐵椅踢擊對手。 （页面存档备份，存于）
- 五星蛙撲 — 這是RVD最著名的飛身技，從繩圈頂端往擂台或外圍、倒在地上的｢屍體｣撲下去，基本上只要使出此招，幾乎都是大勢底定了。